# الأفضل شاهنشاه
 الأَفضَل أَبُو القَاسِم شَاهِنشَاه بْنُ بَدرِ الدِّينِ الجَمالي  (1066- 1121) وزير الخلفاء الفاطميين المستنصر بالله، والمستعلي بالله، والآمر بأحكام الله.

## الصعود إلى السلطة
ولد في عكا، وهو من أصل أرمني. والده بدر الدين الجمالي كان وزيرا للفاطميين في القاهرة من 1074 حتى وفاته في 1094، وعندما خلفه ابنه الأفضل شاهنشاه. بعد ذلك بقليل توفي الخليفة المستنصر بالله، ورفع الأفضل الخليفة المستعلي بالله، وهو طفل على عرش الخلافة، بدلاً من أخيه الأكبر نزار. ويقال بأن الخليفة المستنصر بالله هو من عهد لابنه المستعلي بدلاً من نزار، وبشهادة أخت الخليفة المستنصر. ثار نزار وأنصاره بقيادة حسن الصباح واتجهوا إلى الإسكندرية، إلا أن الأفضل توجه إليهم وحاصرهم وهزمهم وأسر نزار نفسه في عام 1095، الذي مات في الأسر في عام 1097. بينما فرّ أتباعه شرقًا، حيث أسس حسن طائفة الأسماعيلية الحشاشين.
في هذا الوقت، انتزع السلاجقة فلسطين من أيدي الفاطمييين في عام 1097، استعاد الأفضل صور من السلاجقة، وفي عام 1098، استعاد القدس التي كان قد فقدها والده أمام قوات تتش بن ألب أرسلان عام 1078، وطرد منها الأرتقيون بعد أن حاصرها، الذين سمح لهم بالوصول إلى دمشق بسلام. أضعف حصار الأفضل للقدس من تحصينات المدينة، وهو ما استفاد منه الصليبيون بعد ذلك. وبذلك استعاد الأفضل سيطرة الفاطميين على معظم فلسطين.

## الصراع مع الصليبيين

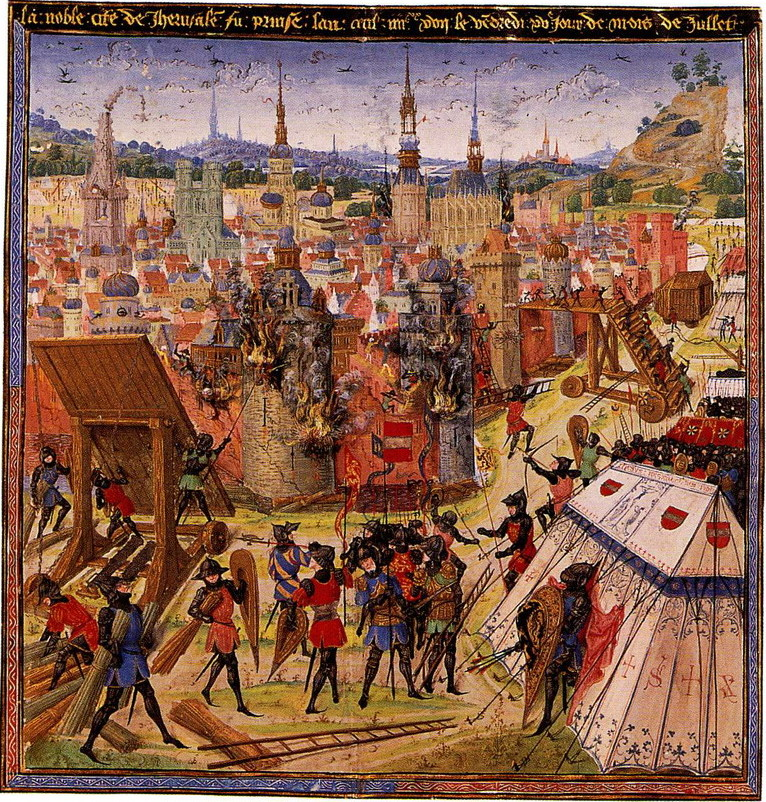
الاستيلاء على القدس في عام 1099، أثناء الحملة الصليبية الأولى (من مخطوطة من القرون الوسطى).

أخطأ الأفضل التصور، عندما ظن أن الصليبيين سيكونوا حلفاء للفاطميين نظرًا لعداء الإثنين للسلاجقة. عندما فاتح الفاطميون الصليبيين في التحالف ضد السلاجقة، رفض الصليبيون، بل واصل الصليبيون الزحف جنوبًا من أنطاكية لحصار القدس وانتزعوها من أيدي الفاطميين في عام 1099.
حاول الأفضل إنقاذ القدس، ولكنه وصل بعد فوات الأوان. فقد سقطت يوم 15 يوليو 1099. في 12 أغسطس، فاجأ الصليبيون تحت قيادة جودفري قوات الأفضل في عسقلان التي حاول الأفضل الاستفادة منها كقاعدة انطلاق لشن هجمات في وقت لاحق على الممالك الصليبية، وهزمتها في معركة عسقلان، فعاد الأفضل بعد هزيمته إلى القاهرة.
هاجم الأفضل صليبيّ مملكة بيت المقدس كل عام، وفي عام 1105 في تحالف مع حاكم دمشق ضدهم، إلا أنهم هزموا في معركة الرملة. كانت الأفضلية دائمًا لجيش الأفضل طالما لم يتدخل الأسطول الأوروبي، لكنه فقدها تدريجيًا مع سقوط المعاقل الساحلية. في عام 1109، سقطت طرابلس، وعلى الرغم من إرسال الأفضل الإمدادات عبر البحر، وأصبحت المدينة مركزًا لإمارة طرابلس الصليبية. وفي عام 1110، سلم حاكم عسقلان الفاطمي شمس الدين خليفة، المدينة إلى صليبيّ مملكة بيت المقدس مقابل مبلغ كبير، فقتله جنوده البربر وأرسلوا رأسه إلى الأفضل. احتل الصليبيون بعد ذلك صور وعكا، وبقيت في أيديهم حتى استعادها صلاح الدين الأيوبي بعد عقود.

## النهاية
قتل يوم عيد الأضحى في عام 1121؛ وقد أشيع أن الحشاشون هم من قتلوه، ولكن لم يكن ذلك صحيحًا، فقد قتله الخليفة الآمر بأحكام الله، الذي خلف المستعلي بالله عام 1101، بسبب استيائه من سيطرة الأفضل على الحكم، وبمقتله عمت الفوضى.

## وصلات خارجية
- Janine & Dominique Sourdel (2004). "36, article Al-Afḍal". في PUF (المحرر). Dictionnaire historique de l'islam. Quadrige. ص. 1056. ISBN:978-2-130-54536-1. (بالفرنسية)

## طالع أيضًا
- نزار المصطفى لدين الله
- الحشاشون
- الحملة الصليبية الأولى